# Through Silver in Blood
Through Silver in Blood è il quinto album in studio del gruppo musicale post-metal statunitense Neurosis, pubblicato nel 1996.

## Tracce
1. Through Silver in Blood – 12:11
2. Rehumanize – 1:46
3. Eye – 5:17
4. Purify – 12:18
5. Locust Star – 5:48
6. Strength of Fates – 9:43
7. Become the Ocean – 1:27
8. Aeon – 11:43
9. Enclosure in Flame – 10:19

## Formazione
Gruppo
- Steve Von Till - voce, chitarra, percussioni
- Scott Kelly - voce, chitarra, percussioni
- Noah Landis - tastiere, sintetizzatore, sampler
- Jason Roeder - batteria, percussioni
- Dave Edwardson - basso, cori
- Pete Inc. - visual media

Altri musicisti
- John Goff - cornamusa
- Martha Burns - violoncello
- Kris Force - violino